# Friederike Manner
Friederike Manner (verheiratete Friederike Brauchbar, Pseudonym Martha Florian; * 19. Dezember 1904 in Wien; † 6. Februar 1956 ebenda) war eine österreichische Schriftstellerin und Lektorin.

## Leben und Werk
Friederike Manner studierte an der Universität Wien und arbeitete als Verlagslektorin und freie Mitarbeiterin bei diversen Zeitungen. Sie war mit dem jüdischen Arzt Hans Brauchbar verheiratet, mit dem sie zwei Kinder hatte. 1938 emigrierte sie mit ihrer Familie über die Schweiz nach Jugoslawien. 1941 wurde Hans Brauchbar im Konzentrationslager Šabac erschossen. Nach 1945 kehrte Manner mit ihren Kindern nach Wien zurück. Dort arbeitete sie als Literaturkritikerin und Lektorin. 1956 setzte sie ihrem Leben ein Ende.
Im Februar 1938 erschien Friederike Manners erste Gedichtveröffentlichung. 1948 veröffentlichte sie im Wiener Verlag unter dem Pseudonym Martha Florian ihren autobiografischen Roman Die dunklen Jahre, in dem sie ihre Erfahrungen während des Zweiten Weltkrieges und die Emigration verarbeitete. 2019 gab ihn die Germanistin Evelyne Polt-Heinzl in der Edition Atelier neu heraus. „[S]eine Bedeutung liegt darin, dass Manner das Exil, das zum Ort der Verfolgung wird, in allen seinen Facetten erfasst. Dass sie den Menschen, denen sie begegnet ist, mit wenigen Worten eine Stimme, ein Aussehen, einen Charakter gibt. Dass sie deren Widersprüche nicht verschweigt, die Anfälle von Großmut, die Unentschiedenheit, Feigheit, Ergebenheit. Dass sie frei heraussagt, was sie für richtig und für falsch hält, sich aber kaum je über diejenigen erhebt, die sie lobt, verspottet, verdammt“, wie der Schriftsteller Erich Hackl in einer Besprechung für die Tageszeitung Der Standard schrieb.

## Werke (Auswahl)
- Die dunklen Jahre. Roman. Wiener Verlag 1948, als Martha Florian. Neu herausgegeben und mit einem Nachwort von Evelyne Polt-Heinzl: Edition Atelier, Wien 2019, ISBN 978-3-99065-008-0.
- Lesen – Aber was? Ein Führer durch die Weltliteratur. Forum Verlag 1955.